# Элиассон, Андерс
Андерс Элиассон (швед. Anders Erik Birger Eliasson; 3 апреля 1947, Бурленге — 20 мая 2013, Стокгольм) — шведский композитор.

## Биография
С 14 лет учился контрапункту и гармонии у органиста в своем родном городе. В 16 лет приехал в Стокгольм, брал частные уроки у Вальдемара Сёдерхольма. В 1966—1972 учился в Шведской королевской академии музыки у Ингвара Лидхольма. Высоко ценил творчество Аллана Петтерссона.
В 1993—1994 был приглашенным профессором в Академии имени Сибелиуса в Хельсинки. С 2005 — composer-in-residence камерного ансамбля Arcos (Нью-Йорк). В 2008—2009 — член жюри Второго международного конкурса композиторов имени Ууно Клами (вместе с Магнусом Линдбергом и Калеви Ахо).

## Произведения

### Симфонии
- 1984: Sinfonia da camera для камерного оркесстра
- 1986: Symfoni nr 1 для оркестра (Музыкальная премия Северного Совета)
- 1987: Symfoni nr 2 (неоконченная, не опубликована)
- 1989: Sinfonia concertante: Symfoni nr 3 для альт-саксофона и оркестра
- 2005: Symphoni No. 4 для оркестра

### Концерты
- 1982: Concerto per fagotto ed archi для фагота и струнных
- 1992: Klarinettkonsert — Sette passaggi для кларнета и оркестра
- 1992: Concerto per violino ed orchestra d´archi для скрипки и струнных
- 1992: Farfalle e ferro: концерт для трубы и струнных
- 1996: Konsert för basklarinett och orkester для бас-кларнета и оркестра
- 2000: Concerto per trombone для тромбона и оркестра
- 2002: Konsert för altsaxofon och stråkorkester для альт-саксофона и струнных
- 2005 Concerto per violino, piano ed orchestra: двойной концерт для скрипки, фортепиано и оркестра
- 2009: Concerto per violino, viola ed orchestra da camera: двойной концерт для скрипки, альта и камерного оркестра
- 2010: Einsame Fahrt, концерт для скрипки и оркестра

### Другие оркестровые сочинения
- 1968: Exposition для камерного оркестра
- 1977: Canti in lontananza для небольшого оркестра
- 1978: Impronta
- 1978: Turnings
- 1988: Fantasia per orchestra

### Сочинения для хора
- 1979: Canto del vagabondo in memoria di Carolus Linnaeus для юношеского сопрано, женского хора и оркестра, памяти Карла Линнея
- 1998: Dante anarca: oratorium för sopran, alt, tenor, bas, blandad kör och orkester. Text: Giacomo Oreglia: Dante Anarca e i suoi sei maestri
- 2007: Quo vadis för tenor, blandad kör och orkester

### Сочинения для струнного оркестра
- 1981: Desert point
- 1987: Ostacoli
- 2001: Sinfonia per archi (камерная симфония No. II)
- 2003: Ein schneller Blick … ein kurzes Aufscheinen

### Избранные камерные сочинения
- 1970: In medias для скрипки соло
- 1978: La fièvre, квинтет для духовых инструментов
- 1986: Poem (1986/1988) для альт-саксофона и фортепиано
- 1987: Sotto il Segno del Sole för slagverkare, 3 flöjter, 3 oboer, 3 klarinetter, 3 fagotter, 3 horn och kontrabas
- 1991: Quartetto d’archi для струнного квартета
- 2003: Pentagramm för oboe, klarinett, fagott, horn och piano
- 2009: Fantasia per sei strumenti для шести инструментов
- 2010: Trio för violin, vibrafon och piano
- 2012: Trio d´archi `Ahnungen´

### Музыкальная драма
- 2011: Сон Каролины/ Karolinas sömn для сопрано и камерного ансамбля (по заказу Королевской оперы в Стокгольме)